# Watton
Watton är en stad och en civil parish i Breckland i Storbritannien. Den ligger i grevskapet Norfolk och riksdelen England, i den sydöstra delen av landet, 130 km nordost om huvudstaden London. Orten har 7 202 invånare (2011). Byn nämndes i Domedagsboken (Domesday Book) år 1086, och kallades då WadetunaWadetuna.